# Solomon Mahlangu Freedom College

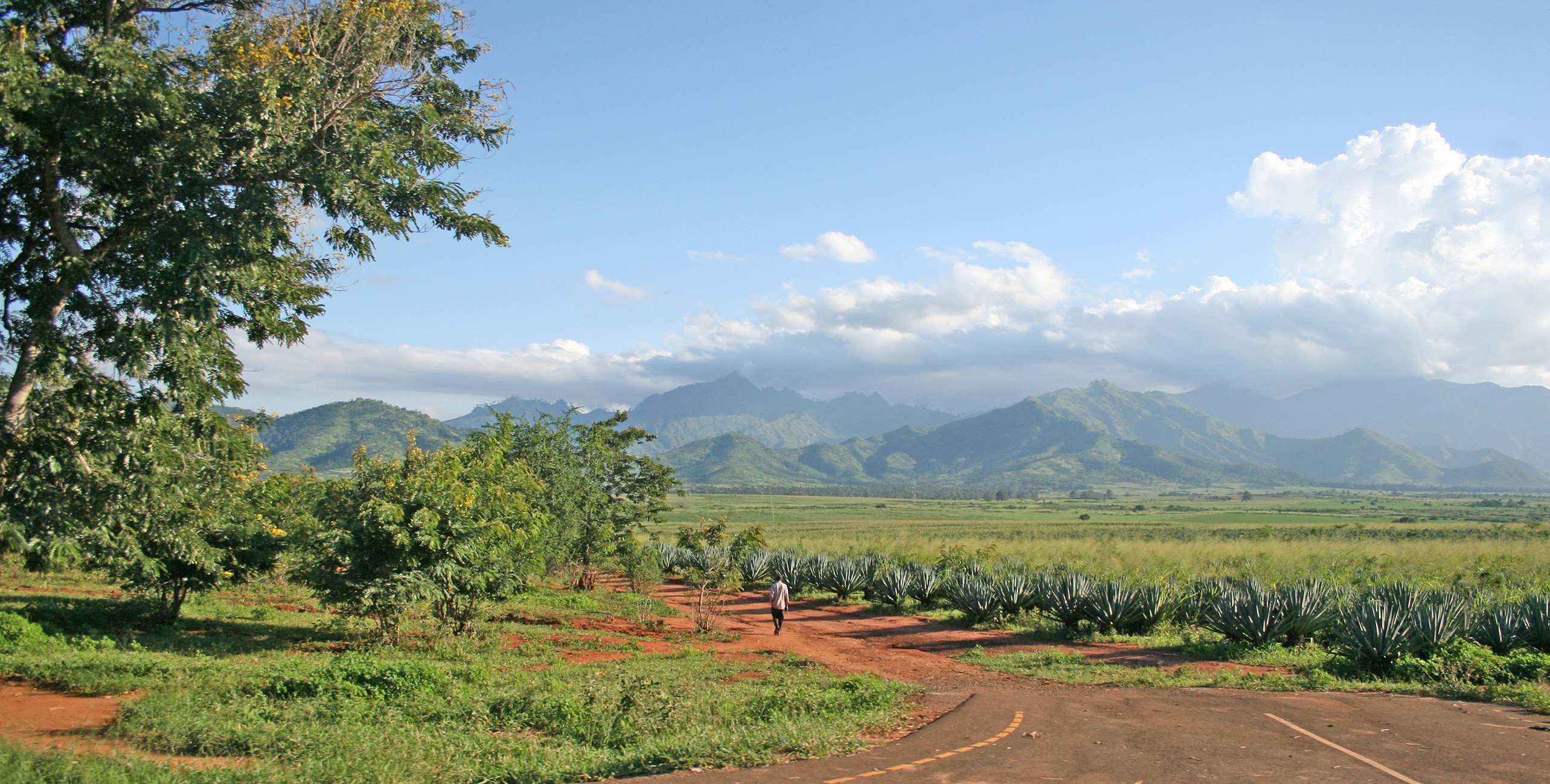
Landschaft mit Sisalpflanzungen in der Umgebung von Morogoro und Blick auf das Uluguru-Gebirge

Das Solomon Mahlangu Freedom College (SOMAFCO) war eine Bildungseinrichtung des südafrikanischen African National Congress (ANC) mit vielseitigem Profil im Umfeld der tansanischen Stadt Morogoro. Die Lehrveranstaltungen im College wurden von 1978 bis 1992 gegeben. Seine offizielle Eröffnung durch den ANC-Präsidenten Oliver Tambo erfolgte jedoch erst im Jahr 1985.

## Zweck der Einrichtung

Flagge des African National Congress (ANC)

Die Arbeit im Solomon Mahlangu Freedom College diente der Bildung von Jugendlichen sowie Erwachsenen und deren Kindern, die auf Grund ihres politischen Engagements oder desjenigen ihrer Angehörigen gegen die Apartheidsverhältnisse in Südafrika keine gesicherte Ausbildung erwarten konnten. Die meisten der Absolventen waren als künftige Verantwortungsträger im ANC vorgesehen. In diesem Sinne hatte das College eine allgemeine politische Zielsetzung. Die konzeptionelle Grundlage der Einrichtung reichte über die Epoche der Befreiungsbewegung hinaus und schloss die Zeit nach den Apartheidsverhältnissen ein. Zur Verfolgung dieses Ziels bot man für die künftigen Verantwortungsträger ein vielseitiges Fächerangebot an. Dadurch sollten sie in die Lage versetzt werden, nach einer Systemwende in Südafrika sofort leitende Funktionen in der Gesellschaft zu übernehmen. Die konzeptionelle Ausrichtung des Solomon Mahlangu Freedom College hatte der ANC im Jahr 1978 in seinem Education Policy Document niedergelegt.
Die Bildungsangebote im College richteten sich nach dem Prinzip der gemeinschaftlichen Fürsorge auch an jene Kinder und Jugendliche, die durch die Auswirkungen der politischen Repression (Haft, Exil, Untergrundaktivitäten) Südafrikas von ihren Eltern getrennt leben mussten. Das Camp erhielt zwangsläufig den Charakter einer Exileinrichtung für Lehrkräfte aus der unter innenpolitischen Druck geratenen Universität Fort Hare in Alice.

## Innenpolitische Ausgangslage in Südafrika
In den 1960er Jahren bezog der ANC in Morogoro sein Hauptquartier im Exil, bevor man es weiter nach Sambia verlegte. In dieser Zeit erhielten von hier aus erste südafrikanische Exilanten eine militärische Ausbildung.
Als die südafrikanische Regierung auf der Basis des Internal Security Act (1976) und des verschärfenden Internal Security Amendment Act in Südafrika 18 Organisationen am 14. Oktober 1977 verbot, darunter mehrere Schüler- und Jugendorganisationen, ASSECA (Kulturvereinigung), eine Frauen- sowie Elternvereinigung und zwei Organisationen des journalistischen/schriftstellerischen Lebens, wurde die legale Aktionsbasis für alle diese am friedlichen Wandel orientierten Vereinigungen zerstört. Zu den verfolgten Personen gehörten nicht nur Aktivisten der „nichtweißen“ Organisationen, sondern auch Geistliche, die sich für die Herstellung von Menschenrechten der schwarzen und farbigen Bevölkerung Südafrikas einsetzten. Bei weiteren Organisationen, auch einigen Kirchen, wurde die „Gefährdung der Sicherheit des Staates“ und der „öffentlichen Ordnung“ vermutet und ihre Tätigkeit mit der im Jahr 1976 veränderten Gesetzgebung nun für die internationale Öffentlichkeit unauffälliger verfolgt.
Für die in der höheren Bildung unter „nichtweißen“ Südafrikanern exponierte University of Fort Hare, zeitweilig als College der Rhodes University im Rahmen der Bantu Education-Rechtslage angegliedert, geriet die Arbeitsbasis nun in extrem schwierige Verhältnisse. Diese dramatische Zuspitzung der innenpolitischen Lage veranlasste die Führung des ANC, die Bildungsangebote für die unter Verfolgung stehende Bevölkerung im Ausland unter repressionsfreien Umständen weiterzuführen. Sie wählte dazu Tansania aus, dessen Präsident das Anliegen wohlwollend beförderte.

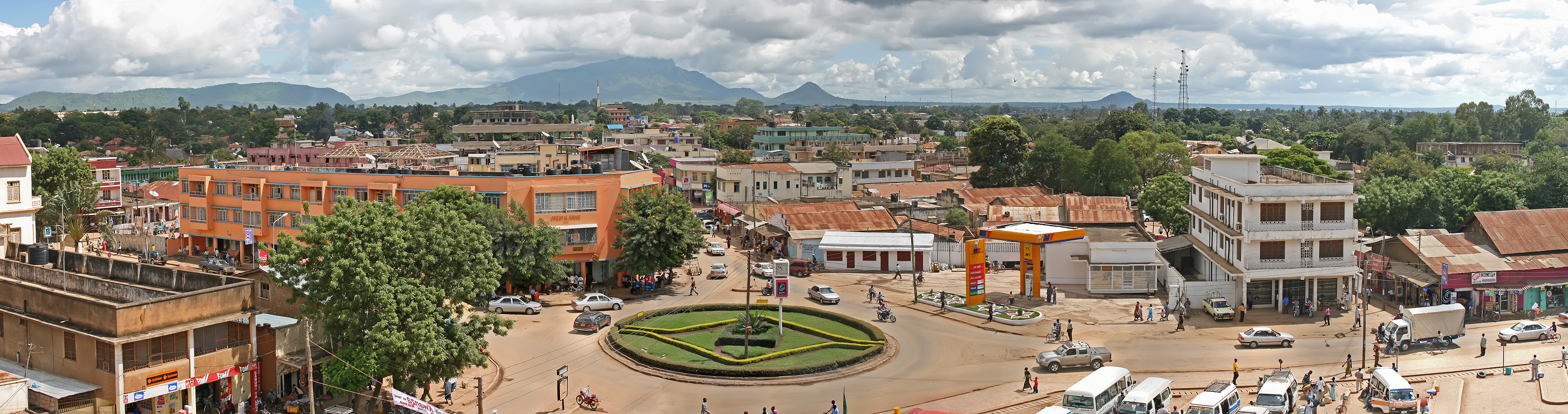
Blick auf das Zentrum von Morogoro

### Lage
Als räumliche Grundlage und Kernbereich für die künftige Exil-Hochschule diente eine ehemalige Sisalpflanzung mit ihren damaligen Gebäuden. Sie befand sich im Bereich der Siedlung Mazimbu. Das Areal mit einer Fläche von 1000 Hektar wurde durch die Julius-Nyerere-Regierung Tansanias dem ANC zur Verfügung gestellt, damit er dort eine secondary school einrichten konnte.

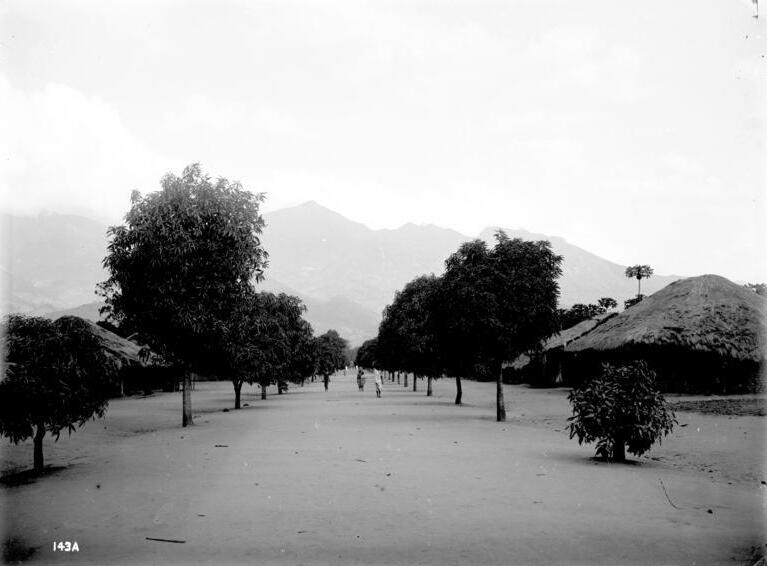
Hauptstraße in Morogoro in der Zeit deutscher Kolonialverwaltung

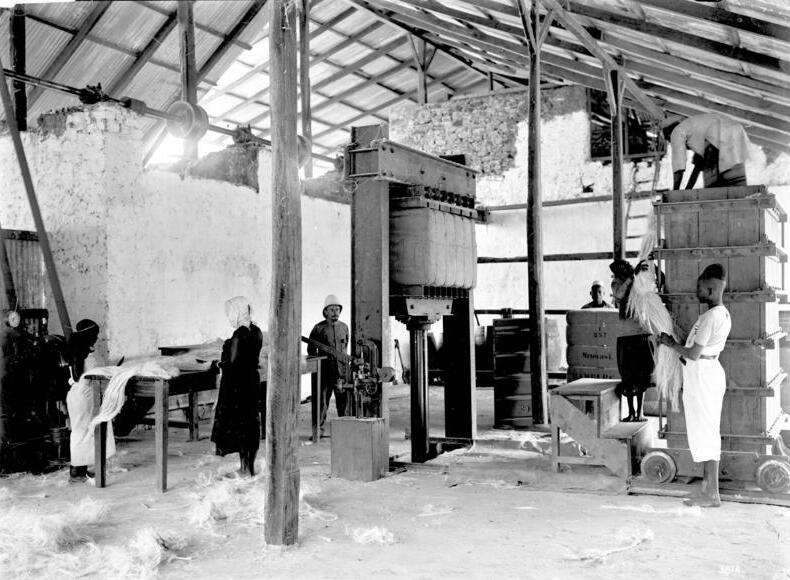
Historische Sisalverarbeitung

Die Siedlung Dakawa, etwa 55 Kilometer nördlich von Mazimbu am Nordhang einer Bergkette, wurde zur Erweiterung des Projekts von Tansania an den ANC übergeben. Dort begann im Juli 1982 das erste Unterrichtsseminar. Die ersten Bewohner von diesem Teil des SOMAFCO-Camps waren hier in Zelten untergebracht.

### Regionalgeschichtliche Zusammenhänge
Diese beiden Hauptbereiche vom Solomon Mahlangu Freedom College befanden sich in einer Region Tansanias, die bereits im 19. Jahrhundert ein Zentrum des Anbaus von Kulturpflanzen und landwirtschaftlichen Versuchen war. Sie zählt zu den früh entwickelten Agrarregionen des Landes und erhielt am 16. Dezember 1907 in der nahen Regionalstadt Morogoro durch die Strecke der Tanganjikabahn mit dem Abschnitt Daressalam–Morogoro (später weitergeführt) einen Eisenbahnanschluss.
Die Sisalkulturen in Tansania stellen eine Hinterlassenschaft der deutschen Kolonialverwaltung im damaligen Deutsch-Ostafrika dar. Im Jahr 1893 wurden aus Florida 62 Pflanzen der Sisal-Agave eingeführt und hier experimentell angepflanzt. Diese Kulturen gelangten 1903 von hier nach Kenia. In der Folge entwickelte sich Tansania zu einem weltweit bedeutenden Exporteur für Sisalprodukte.
Die ehemalige Pflanzung in Mazimbu gehörte zuvor dem Griechen Anatoglu, dessen Land auf der Grundlage der Arusha-Deklaration aus dem Jahr 1967 verstaatlicht wurde. Auf dessen Land richtete man das SOMAFCO-Camp ein.

## Anfänge des Camps
Zur ideellen Vorbereitung und zur Gewinnung von Lehrmaterialien hatte der ANC in verschiedenen Ländern Organisationszentren gebildet. Diese befanden sich in New York, Lusaka und Daressalam. Das Hauptbüro wurde in London errichtet und diente zur Lehrplanentwicklung und Ausrichtungsdiskussion, der Ressourcengewinnung und der öffentlichen Information über das Projekt.
Mit dem Bau wurde im Juli 1977 in der Siedlung Mazimbu begonnen. Die Leitung der Arbeiten lag in den Händen des Ingenieurs Oswald Dennis und des Architekten Spenser Hodgson. In der Anfangsphase traten viele Schwierigkeiten auf und der Bau erlebte mehrfache Unterbrechungen. Der systematische Aufbau begann jedoch erst 1979. Nach einem Gesamtbebauungsplan entstanden Leichtbauten auf Betonfundamenten. Diese Bauten dienten zu Unterrichtszwecken, als Unterkünfte für die international zusammengesetzte SOMAFCO-Gemeinschaft sowie den benötigten landwirtschaftlich-technischen Aufgaben.
Erst im Jahr 1985 kam es in Anwesenheit von Oliver Tambo zur offiziellen Einweihung des Solomon Mahlangu Freedom College.

## Strukturen und Arbeitsweisen
Den Namen erhielt das Solomon Mahlangu Freedom College nach Solomon Kalushi Mahlangu, einem ANC-Aktivisten aus den Reihen des bewaffneten Armes dieser Befreiungsbewegung, dem Umkhonto we Sizwe (MK).
Als erster formell bestellter Direktor des College trat Mohammed Tikly 1982 seinen Dienst an. Diese Aufgabe begleitete er mehrere Jahre und prägte dabei das spätere Profil. Er hatte bereits 20 Jahre zuvor im britischen Exil Aufgaben des ANC übernommen. Für die frühe Entwicklung des Solomon Mahlangu Freedom College war er mit seinen weitreichenden internationalen Verbindungen die zentrale Persönlichkeit. Tikly leitete die Einrichtung bis 1987 und übernahm danach in Lusaka für den ANC neue Aufgaben. Ihm folgte Alpheus Mangezi im Amt, der seine Ausbildung bei der Swiss Mission Church in Lemana im nördlichen Transvaal erhalten hatte. Besondere Erfahrungen sammelte dieser bei psychiatrischen Betreuungsarbeiten in den Slums von Glasgow und im Bürgerkrieg Nigerias. Nach seinem Weggang übernahm 1987 Andrew Masondo, ein Absolvent des University College of Fort Hare und der Witwatersrand-Universität sowie mit späterer militärischer Ausbildung in der Sowjetunion versehen, die Leitung der Bildungsstätte. Sein autoritärer und militärisch geprägter Führungsstil weckte an seiner Tätigkeit als Prinzipal Kritik. Anfang der 1990er Jahre verließ er den Posten und wurde Chef der ANC-Vertretung in der sambischen Hauptstadt Lusaka.

### Innerer Aufbau
Die Bildungseinrichtung bestand aus drei Bereichen, die sich schrittweise entwickelten:
- Primary school and nursery: Das Charlotte Maxeke Children’s Centre in Mazimbu, sechs Kilometer von Morogoro entfernt (1984 eröffnet, Bau durch die Schwedische Lehrervereinigung finanziert)
- Secondary school: Der Lehrbetrieb in diesem Bereich begann 1978. In dieser Einrichtung wurden junge Menschen in den Fächern Mathematik, Physik, Chemie, Biologie, Geschichte, Geschichte des Widerstandes, Englisch, Schreibfähigkeiten, Geographie, Literatur, Landwirtschaftskunde, Integrated science, Technisches Zeichnen, Gesellschaftskunde und Kunst unterrichtet. Diese Schullaufbahn diente der Vorbereitung auf eine weitere berufsqualifizierende Ausbildung (Studium oder Berufsausbildung).

Die Zusammensetzung des Lehrkörpers erwies sich stets als differenziert, was sich sowohl problematisch als auch sehr chancenreich auswirkte. Es gab europäische und südafrikanische Lehrkräfte. Unter den Letzteren standen die jüngeren Personen unter den Eindrücken der selbst erlebten Widerstandsaktivitäten gegen die Bantu-Education (Apartheids-Bildungspraxis) des südafrikanischen Staates. Die älteren südafrikanischen Lehrkräfte waren jedoch sehr stark vom christlichen Ethos aus den früheren südafrikanischen Missionsschulen und der Universität Fort Hare mit traditionell-liberalen Ansätzen geprägt. Diese Missionsschulen wurden jedoch durch die schrittweise Umsetzung der Apartheidgesetzgebung zerstört. Einige Lehrkräfte brachten eigene Erfahrungen aus den liberalen Universitäten von Kapstadt und Witwatersrand mit. Unter dem afrikanischen Lehrpersonal befanden sich Personen aus Nigeria, Sambia und Tansania. Die europäischen Pädagogen kamen überwiegend aus Großbritannien, Schweden, den Niederlanden, der DDR und der Sowjetunion. Die Schule lebte stets von einem weltweiten Netzwerk an Unterstützern und Sympathisanten. Das zeigte sich an der Zusammensetzung ihres Dozentenkollegiums und erzeugte sowohl unter den Lehrenden als auch unter den Schülern bzw. Studenten eine kosmopolitische Grundstimmung.
Als Unterrichtssprache akzeptierte man ausschließlich Englisch. Auf dem Campus wurden darüber hinaus sehr viele Sprachen, wie Französisch, Portugiesisch, Dänisch, Afrikaans, Xhosa, Zulu, Swahili, Sotho, Tswana, Bemba, Nyanja und Mischformen untereinander gesprochen. In den Außenbeziehungen wurde bei Kontakten mit der Bevölkerung Tansanias die Verständigung mittels Swahili gepflegt.
Für die notwendige Unterrichtsausstattung verfügte die Einrichtung über gedruckte Lehrmaterialien aus Südafrika, die vom South African Committee for Higher Education (SACHED) stammten. Für die höheren Bildungskurse stand eine wissenschaftliche Bibliothek zur Verfügung.
- Dakawa Development Centre: Im Jahr 1980 übergab die Regierung Tansanias an den ANC ein Gelände in der Größe von 300 Hektar mit der Siedlung Dakawa. Dort richtete man das Dakawa Development Centre ein, das der Erwachsenenbildung und Rehabilitationsmaßnahmen diente. Ferner befand sich dort ein mit holländischer Unterstützung erbautes Hospital mit 16 Betten sowie eine Klinik. Im Umfeld dieser Siedlung etablierte man verschiedene kleinindustrielle und handwerkliche Einheiten sowie landwirtschaftliche Einrichtungen zur Ausbildung und Selbstversorgung des College. Dazu zählten eine Textilfabrik, die Bautischlerei und Möbelfabrik, eine Schuh-Fabrik sowie technische Servicebereiche, beispielsweise eine Schneiderei, Lieferservice, Kfz-Mechaniker, Elektrotechnik, Schweiß- und Reparatur-Abteilungen. Schließlich fanden sich hier auch das Dakawa Vocational Training Centre, Dakawa Arts Centre und Sportanlagen. Nach einigen Jahren bestand das Dakawa Development Centre aus mehreren Teilsiedlungen, die zusammen ein eigenes kommunales Management erforderten und es war nur noch schwer von Mazimbu aus zu verwalten. Diese Erkenntnis setzte sich 1989 durch. Als Konsequenz daraus wurde die Wahl eines Bürgermeisters vorgeschlagen. Einige Vorhaben an diesem Standort wurden erst nach Rückgabe an den tansanischen Staat verwirklicht.

### Administrative Entwicklung
Mit der Gründung einer Bildungsabteilung im ANC folgte man im administrativen Sektor dieser Organisation den gewachsenen Ansprüchen einer qualifizierten Ausbildungspraxis. Zu diesem Verwaltungsrat gehörte ein Prüfungs- und ein Stipendiumsausschuss. Zusätzlich entstand eine Gruppe zur Lehrplanentwicklung und man entwickelte Kommunikationsverbindungen zu anderen ANC-Abteilungen. Im Jahr 1983 besuchte ein Expertenteam der UNESCO das College, die dadurch einen unterstützenden Einfluss gewährte.
Bereits 1985 reagierte die UNESCO erneut und finanzierte vor Ort ein Evaluationsteam. Ein Ergebnis der Evaluation bestand in der Empfehlung, dass sich das Solomon Mahlangu Freedom College in London auf Zulassung zum General Certificate of Education bemühen sollte.

### Bauliche Infrastruktur
In beiden Siedlungen existierte eine funktionierende Strom- und Wasserversorgung sowie ein Abwassernetz. Die Funktionsbereiche und fast 1000 Wohnungen waren mit einem Straßennetz verbunden. Diese erheblichen Aufwendungen waren durch die Vorleistungen einer Planungsabteilung im ANC mit südafrikanischen und ausländischen Fachleuten möglich. Notwendige Arbeitsleistungen wurden, sofern eigene Campbewohner nicht ausreichten, durch die Inanspruchnahme tansanischer Arbeiter aus der Region umgesetzt.

## Ende des Solomon Mahlangu Freedom College
In den späten Jahren besuchten prominente ANC-Mitglieder das College. Nach Walter Sisulu besuchte im März 1990 Nelson Mandela die ANC-Bildungsstätte.
In diesen letzten Jahren widmete man sich hier mit wachsendem Engagement der Aufklärungsarbeit und Vorbeugung zur AIDS-Epidemie.
Am 9. Juli 1992 übergab der ANC das Solomon Mahlangu Freedom College an die tansanische Regierung. In der dafür angesetzten feierlichen Zeremonie waren Oliver Tambo und der tansanische Präsident Ali Hassan Mwinyi anwesend. Der Gesamtwert der Einrichtung zum Zeitpunkt der Übergabe wurde auf 600 Millionen US-Dollar geschätzt.

### Mazimbu
Die Sokoine Universität in Morogoro (Sokoine University of Agriculture) betreibt seit dem Jahr 2000 in Mazimbu mit den Einrichtungen des ehemaligen SOMAFCO-Hauptbereichs den Solomon Mahlangu Mazimbu Campus, als ihren größten Nebencampus.
Von 1992 bis zu diesem Zeitpunkt war das 1000 Hektar große Gelände mit der Universität assoziiert und konnte von ihr in Nutzung genommen werden. Dabei hatte sie auf die Funktionsfähigkeit der bisher existierenden Ausbildungsstrukturen Rücksicht zu nehmen. Diese bestanden in diesem Zeitabschnitt aus der bisherigen dreistufigen Schulausbildung und der Erwachsenenbildung. Dazu standen 40 Klassenräume zur Verfügung, vier Hörsäle, ein Kunstatelier, eine Bibliothek, sechs Laboratorien und drei Computerräume. Ferner gehörten ein Verwaltungsbau, ein Versammlungsplatz, sechs Internatseinheiten, soziale Gemeinschaftseinrichtungen und Sportanlagen sowie 300 Mitarbeiterwohnhäuser zu diesem Komplex.
Seit der endgültigen Übernahme in die Sokoine-Universität werden die Einrichtungen von etwa 1500 Studenten genutzt. Für Tansania besitzt diese Universität eine hohe volkswirtschaftliche Bedeutung, weil sie ein traditionelles Profil auf agrarwissenschaftlichen Themenfeldern verkörpert. Die Grundschule, das Kinderzentrum und das Hospital arbeiten unter der Leitung anderer tansanischer Stellen weiter.

### Dakawa
Für die Fortführung des Komplexes in Dakawa gestaltete sich die Situation schwieriger und differenzierter als in Mazimbu. Die Schuleinrichtungen in der Siedlung Dakawa wurden nach dem Ende vom Solomon Mahlangu Freedom College in das Ruth First Orientation Centre überführt und unterstehen heute (2009) in der Gesamtheit dem tansanischen Bildungsministerium (Ministry of Education). Das Ruth First Education Orientation Centre betreibt heute eine secondary school, die im Jahr 2001 unter den sechs besten ihrer Art in Tansania eingestuft wurde (von insgesamt 124 Einrichtungen). Ferner existieren an ihrer vorgelagerten Grundschule Plätze für 150 Schüler. Einige wirtschaftliche Einrichtungen blieben nicht erhalten. Der Strukturwandel war hier besonders stark spürbar. Besonders nachteilig wirkte sich die größere Distanz zum Regionalzentrum Morogoro und die Abwanderung der meisten südafrikanischen Personen aus.

Universität Fort Hare, Bibliotheksgebäude mit ANC-Archiv

## Verbleib der Unterlagen und weiterer historischer Zeugnisse
Die Archivunterlagen und andere wichtige historische Zeugnisse aus dem Solomon Mahlangu Freedom College werden heute im ANC-Archiv auf dem Campus der südafrikanischen Universität Fort Hare aufbewahrt. Sie gelangten im September 1992 in einem Container direkt von Tansania zu ihrem heutigen Aufbewahrungsort. Dadurch sind sie in großer Vollständigkeit erhalten geblieben. Der Archivbestand gliedert sich in 17 Abteilungen. Zum Sammlungsbestand gehören beispielsweise Verwaltungsunterlagen, umfangreiche Korrespondenzen, Lehrpläne, Zertifikate, Examensurkunden, künstlerische Arbeiten in Form von Grafiken und Plastiken sowie Audiodokumente und Bildmaterial. Die Archivbestände werden in moderner Weise nach internationalen Archivstandards aufbewahrt und bearbeitet.

## Retrospektive, Wirkungen
Das Solomon Mahlangu Freedom College schuf in der Zeit des Befreiungskampfes von der Apartheidspolitik in Südafrika für einen gewissen Teil des politisch aktiven Personenkreises eine funktionierende Bildungsperspektive. Es konnte aber kein realistisches Brückenkonzept für die differenzierte ethnische und multikulturelle Gesellschaft des Landes nach der Überwindung der Apartheid im Jahr 1994 leisten. Die im Camp wirkenden kosmopolitischen Einflüsse und dessen intensive Außenbeziehungen waren nicht auf das von den Apartheidsstrukturen befreite Bildungssystem Südafrikas übertragbar. Allein die gewaltigen Aufgaben zur Verbesserung der Wohn- und Arbeitssituation in den Wohngebieten der schwarzen und farbigen Bevölkerung unter Berücksichtigung einer sehr großen Zahl zerrissener Familien erforderte nach 1994 andere Bildungskonzepte. Unter diesen Umständen bleibt die Bildungsarbeit des ANC zwischen 1978 und 1992 im Exil Tansanias eine spezifische historische, zudem sehr verdienstvolle und fast elitär wirkende Etappe auf dem Weg zur Verwirklichung des Gleichheitsgrundsatzes für die Gesamtbevölkerung in Südafrika.
Hashim Mbita, der Generalsekretär vom OAU Liberation Committee sagte über das Camp: „SOMAFCO ist ein ‚spätes Kind‘ in den Beziehungen zwischen den Tansaniern und den Südafrikanern.“ Diese Organisation hatte bei der Standortfindung für das Solomon Mahlangu Freedom College die entscheidende Rolle gespielt.
Der tansanische Staat spielte für die Sicherheit dieser Bildungseinrichtung, besonders für den Komplex in Mazimbu eine bedeutende Rolle. Südafrika hatte wiederholt auf Staaten mit ANC-Repräsentanz politischen Druck ausgeübt und mit seinen Diensten versucht, konkrete Auslandsmaßnahmen durchzuführen. Dadurch bestand die permanente Befürchtung eines militärischen Luftkommandos der Südafrikaner vom Territorium Malawis aus. Aus diesem Grund waren Einheiten der Tanzanian Defence Force (TDF) beauftragt, das Umfeld des College durch Patrouillenfahrten zu sichern und bedarfsweise seine Studenten und Lehrkräfte außerhalb des Geländes zu beschützen. Deshalb war ein Besuch im College durch Gäste reglementiert und bedurfte einer behördlichen Genehmigung.
Von der Seite der Sicherheitsbeauftragten befürchtete man Anschläge durch südafrikanische Agenten, beispielsweise einen Giftanschlag auf die Trinkwassergewinnung aus dem unweit des Camps verlaufenden Ngerengere-Fluss.
In Mazimbu und Dakawa wurde für im College verstorbene Personen ein Friedhof angelegt. Der offizielle Repräsentant Südafrikas in Daressalam ist heute mit der Aufgabe betraut, diese Orte des Totengedenkens und die ehemaligen Camps als heutige nationale Gedenkstätten zu schützen und zu erhalten.